# Ye ban ge sheng
Ye ban ge sheng (Originaltitel: chinesisch 夜半歌聲 / 夜半歌声, Pinyin Yèbàn gēshēng – „Gesang am Mitternacht“; englischer Titel Song at Midnight) ist ein chinesischer Spielfilm von Ma-Xu Weibang aus dem Jahr 1937. Der Film basiert auf dem Roman Das Phantom der Oper von Gaston Leroux und gilt als erster chinesischer Horrorfilm überhaupt.

## Handlung
Der gefeierte Opernsänger Song Danping verliebt sich in Xia, die schöne Tochter eines Warlords. Um die Liaison der beiden zu unterbinden, wird Danping von den Schergen ihres Vaters mit Säure attackiert, so dass sein Gesicht bis zur Unkenntlichkeit entstellt wird. Um seiner Geliebten den schrecklichen Anblick zu ersparen, lässt er das Gerücht verbreiten, er sei gestorben und verbringt seine Tage fortan in einem abgeschiedenen Teil des örtlichen Dorftheaters. In den Vollmondnächten singt er im Schutz der Dunkelheit Liebeslieder für Xia, die aus Kummer über ihren Verlust mittlerweile den Verstand verloren hat.
Zehn Jahre später kommt schließlich eine neue Schauspieltruppe in den Ort. Der Darsteller Sun Xiao-au sieht dem jungen Danping dabei zum Verwechseln ähnlich. Dies bringt Danping auf eine Idee, wie er das Leid seiner ehemaligen Geliebten beenden könnte.

## Hintergrund
Im Jahr 1941 drehte Ma-Xu Weibang eine Fortsetzung des Films mit dem Titel Ye ban ge sheng xu ji (Song at Midnight 2).